# Baugé-en-Anjou
Baugé-en-Anjou is een gemeente in het Franse departement Maine-et-Loire in de regio Pays de la Loire. De gemeente telde op 1 januari 2022 11.747 inwoners en maakt deel uit van het arrondissement Saumur.

## Geschiedenis
De gemeente ontstond op 1 januari 2013 door de fusie van de voormalige gemeenten Le Vieil-Baugé, Montpollin, Pontigné en Saint-Martin-d'Arcé die bij Baugé werden aangehecht. Op diezelfde dag fuseerden Clefs en Vaulandry tot de gemeente Clefs-Val d'Anjou. Op 22 maart 2015 werd het kanton Baugé, waar beide gemeenten onder vielen, opgeheven en werden de gemeenten opgenomen in het aangrenzende kanton Beaufort-en-Vallée. Op 1 januari 2016 werd Clefs-Val d'Anjou weer ontbonden en werden Clefs en Vaulandry opgenomen in Baugé-en-Anjou, evenals de gemeenten Bocé, Chartrené, Cheviré-le-Rouge, Cuon, Échemiré, Fougeré, Le Guédeniau en Saint-Quentin-lès-Beaurepaire. Hiermee omvat de gemeente Baugé-en-Anjou nu het gehele voormalige kanton Baugé.

## Geografie
De oppervlakte van Baugé-en-Anjou bedraagt 268,16 vierkante kilometer; de bevolkingsdichtheid was op 1 januari 2022 43,8 inwoners per km².

Kaart van het voormalige kanton Baugé, gelijk aan de huidige gemeente, tegen de andere toenmalige kantons van Maine-et-Loire.

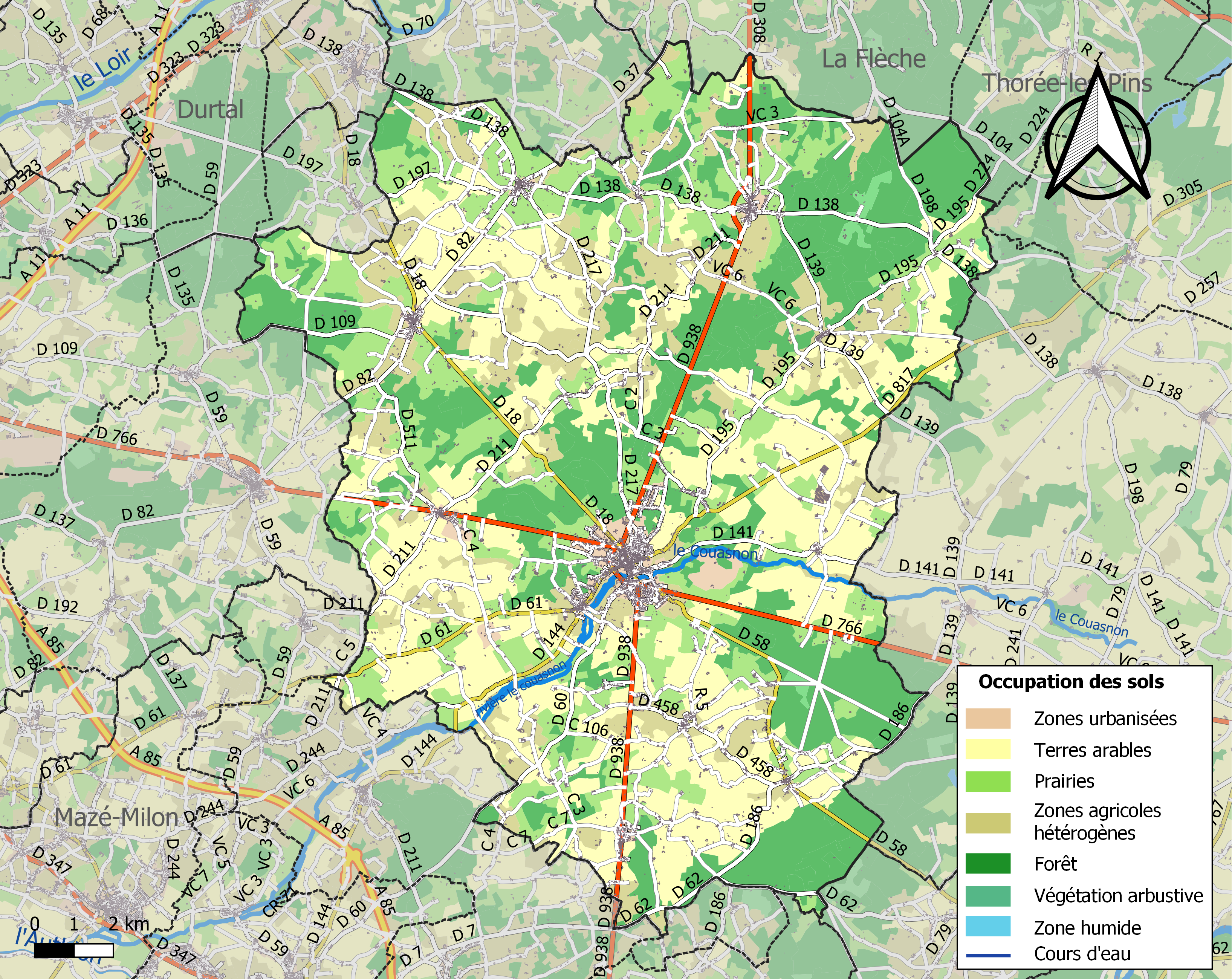
Kaart van de gemeente met de belangrijkste infrastructuur, bodemgebruik en omliggende gemeenten

Baugé-en-Anjou · Beaufort-en-Anjou · Les Bois d'Anjou · Mazé-Milon · Noyant-Villages · La Pellerine